# Berceuse (Holmès)
Pour les articles homonymes, voir Berceuse (homonymie).
Berceuse est une mélodie de la compositrice Augusta Holmès composée en 1892.

## Composition
Augusta Holmès compose cette mélodie en 1892 sur un poème écrit par elle-même. La tonalité originale est en mi  majeur, pour voix de ténor ou de soprano. Une autre version existe aussi en ré majeur pour voix de mezzo-soprano ou baryton. La mélodie a été traduite en anglais par le compositeur anglais Clifton Bingham sous le titre Slumber Song. Elle a été éditée aux éditions Grus avec une illustration de P. Borie.

## Poème
« O beloved, o dearest heart

Slumber on in calm bliss

Neath an Angel's Harding wings

Close thy sweet eyes, fair gems of Heaven's art

And in the strange delight thy vision brings

O beloved, o dearest heart !

Know thou my soul never from thine will part !

From this exile from this sad land of sighs

May thy spirit bright and unfettered rove…

Thro night's azure may thy gen the soul rise

Dream of bright stars

Where we shall live above !

Of golden stars where we shall live and love !

O beloved, o dearest heart

Slumber on in calm bliss

Neath Angels' garding wings

Close thy sweet eyes, fair gems of Heaven's art

And in the strange delight thy vision brings

Take thou my soul, o beloved !

My soul which never from thine will part— Clifton Bingham, Slumber Song
 »
« Ô mon trésor, ô mes amours

Dors d'un calme sommeil sous la garde des Anges !

Ferme tes yeux faits de pâles velours !

Mais en un rêve aux délices étranges,

Ô mon trésor, ô mes amours !

Apprends que je t'aime à toujours !

Ce lieu d'exil, cette morne contrée

S'efface et fuit en un lointain brumeux…

Va retrouver dans la nuit azurée

L'étoile d'or où nous serons heureux !

L'étoile où nous irons tous deux !

Ô mon trésor, ô mes amours,

Dors d'un calme sommeil sous la garde des Anges !

Ferme tes yeux faits de pâles velours !

Mais en un rêve aux délices étranges,

Reçois mon âme, ô mes amours

Mon âme qui t'aime à toujours !— Augusta Holmès, Berceuse
 »